# Pholis clemensi
Pholis clemensi är en fiskart som beskrevs av Rosenblatt, 1964. Pholis clemensi ingår i släktet Pholis och familjen tejstefiskar. Inga underarter finns listade i Catalogue of Life.